# Winnie Sorgdrager

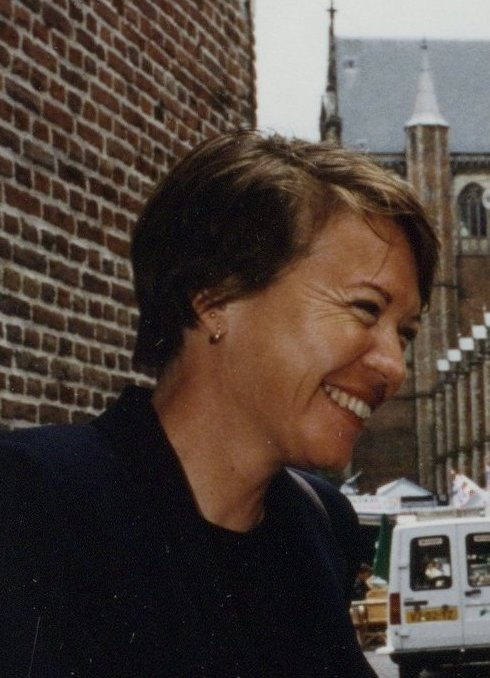
Winnie Sorgdrager

Winnifred „Winnie“ Sorgdrager (* 6. April 1948 in Den Haag) ist eine ehemalige niederländische Politikerin der Democraten 66 (D66), die unter anderem zwischen 1994 und 1998 Justizministerin im ersten Kabinett Kok sowie 1999 Mitglied der Ersten Kammer der Generalstaaten war. Sie war zwischen 2006 und 2018 Mitglied des Staatsrates (Raad van State) und bekam 2018 den Ehrentitel einer Staatsministerin verliehen.

## Leben

### Studium, Generalstaatsanwältin und Justizministerin 1994 bis 1998
Winnifred „Winnie“ Sorgdrager, der Vater von 1954 bis 1962 Mitglied des Gemeinderates von Arnhem war, begann nach dem Schulbesuch in Arnhem 1966 zunächst ein Studium der Medizin an der Universität Leiden, wechselte aber bereits 1967 für ein Studium der Rechtswissenschaften an die Reichsuniversität Groningen und schloss dieses mit einem Meester in de rechten 1971 ab. Während des Studiums war sie zwischen 1968 und 1971 erstmals Mitglied der linksliberalen Democraten 66 (D66) und war zwischen 1971 und 1979 Mitarbeiterin an der Universität Twente. Während dieser Zeit trat sie 1973 der konservativ-liberalen Volkspartij voor Vrijheid en Democratie (VVD) bei und gehörte dieser zehn Jahre lang bis 1983 an. Sie war Generalanwältin (Advocaat-generaal) am Gerichtshof von Arnhem (Gerechtshof Arnhem) und übernahm 1991 von J. H. G. Boekraad das Amt als Generalstaatsanwältin (Procureur-generaal) am Gerichtshof von Arnhem, ehe sie im Januar 1994 Generalstaatsanwältin am Gerichtshof von Amsterdam wurde.
Winnie Sorgdrager, die im April 1994 wieder den D66 als Mitglied beitrat, wurde am 22. August 1994 Justizministerin (Minister van Justitie) im ersten Kabinett Kok und bekleidete dieses Amt bis zum 3. August 1998.
Ihre Entscheidung im Oktober 1995, dem Amsterdamer Generalstaatsanwalt Rutger van Randwijck einen großzügigen „goldenen Händedruck“ in Form einer zusätzlichen Abfindung zu geben, wurde von der Zweiten Kammer der Generalstaaten (Tweede Kamer der Staten-Generaal) abgelehnt. Im Februar 1998 kam es zu einem Konflikt zwischen Justizministerin Sorgdrager und der Generalstaatsanwaltschaft, insbesondere dem Präsidenten dieses Kollegiums, Arthur Docters van Leeuwen. Ursache des Konflikts war die Position des Generalstaatsanwalts Dato Steenhuis, der im Zusammenhang mit angeblichen Interessenkonflikten diskreditiert worden war. Die Affäre führte zur Entlassung von Docters van Leeuwen. 1998 legte sie einen Gesetzentwurf für Einrichtungen der Justiz für Jugendliche (Beginselenwet justitiële jeugdinrichtingen) vor. Dieser Vorschlag wurde im Jahr 2000 von ihrem Nachfolger im Amtsblatt veröffentlicht. Ebenfalls 1998 hatte sie zusammen mit der Ministerin für Verkehr und Wasserwirtschaft Annemarie Jorritsma das Gesetz zur Bestrafung schwerer Geschwindigkeitsüberschreitungen (Wet bestraffing ernstige snelheidsovertredingen) eingeführt, das zusätzliche Strafe ermöglicht, wenn die Höchstgeschwindigkeit um mehr als 50 km überschritten wird. Schließlich erließ sie 1998 das Gesetz über Strafgrundsätze (Penitentiaire beginselenwet), das Regeln für die Verwaltung von Strafvollzugsanstalten, die Auswahl von Inhaftierten, die Verletzung von Grundrechten und das Recht auf Beschwerde und Berufung enthält. Die verschiedenen Abteilungen einer Strafanstalt können ein eigenes Verwaltungssystem haben, das vom Sicherheitsgrad, der Art der Anstalt und der Freizügigkeit abhängig ist. Die Strafvollzugsanstalten erhielten als Teil der Sorgfaltspflicht medizinische, mentale und soziale Betreuung. Inhaftierte können danach einen Teil der Strafe außerhalb der Anstalt verbüßen. Das bisherige Gesetz über die Grundsätze des Gefängnissystems (Beginselenwet gevangeniswezen) wurde daraufhin aufgehoben.

### Mitglied der Ersten Kammer, Vorsitzende des Kulturrates und Mitglied des Staatsrates

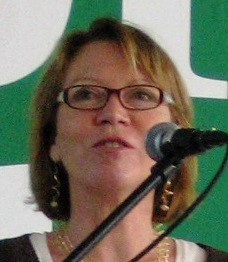
Winnie Sorgdrager (2009)

Am 8. Juni 1999 wurde Winnie Sorgdrager für die D66 Mitglied Ersten Kammer der Generalstaaten (Eerste Kamer der Staten-Generaal) und gehörte dieser für wenige Monate bis zum 1. Oktober 1999 an. Während dieser Zeit war sie zwischen dem 15. Juni und dem 1. Oktober Vorsitzende einer Sonderkommission der Ersten Kammer für das Groß-Krankenhaus Jeroen Bosch Ziekenhuis (JBZ) in ’s-Hertogenbosch. Sie wurde für die Funktion der Nationalen Bürgerbeauftragten (Nationale Ombudsman) nominiert. Sie verzichtete allerdings am 21. Juni 1999 auf die Kandidatur, nachdem sich die Opposition in der Zweiten Kammer gegen ihre Person aussprach. Sie engagierte sich zudem zeitweise als Vizevorsitzende des Flüchtlingswerks sowie als Vorsitzende des Aufsichtsrates der Stiftung des Flüchtlingswerkes (Stichting Vluchtelingenwerk Nederland).
Nachdem sie im September 1999 zur Vorsitzenden des Kulturrates ernannt worden war, verzichtete Winnie Sorgdrager am 1. Oktober 1999 auf ihr Mandat in der Ersten Kammer. Das Amt als Vorsitzende des Raad voor Cultuur, das wichtigste Beratungsgremium der Regierung für Kunst, Kultur und Medien, bekleidete sie zwischen dem 1. Januar 2000 und dem 1. Januar 2006. 
Anschließend wurde sie am 1. Januar 2006 Mitglied des Staatsrates (Raad van State), ein Verfassungsorgan zur Beratung der Regierung, und gehörte diesem zwölf Jahre lang bis zum 1. Mai 2018 an. Sie war zwischen Januar 2018 und 2020 Vorsitzende der Task Force für Abfallprüfung und bekam am 22. Juni 2018 den Ehrentitel einer Staatsministerin (Minister van staat) verliehen. Im Oktober 2020 wurde sie ferner Vorsitzende der unabhängigen Untersuchungskommission für zivile Opfer in al-Hawidscha aufgrund des Einsatzes niederländischer Waffen im Juni 2015.

## Veröffentlichungen
Sie verfasste zahlreiche juristische Fachbücher sowie 2006 unter dem Pseudonym Victor ten Hove einen Roman. Zu ihren Veröffentlichungen gehören:
- Een experiment in het bos. De eerste jaren van de Technische Hogeschool Twente, 1961–1972, 1981, ISBN 90-14-03176-9
- Een verantwoordelijke minister. Opstellen over justitie en politiek, 1999, ISBN 90-5226-706-5
- De macht van het beeld. Over de invloed van de media en de controle daarop, 2001, ISBN 90-5625-110-4
- Zonde, zeden en strafrecht, 2003, ISBN 90-445-0304-9
- Grenzen aan de kunst. De vrijheid van expressie in relatie tot andere grondrechten, 2006, ISBN 90-71853-24-1
- Ongeschreven wetten, 2006, Pseudonym Victor ten Hove, ISBN 90-445-0475-4